# Karl-Ludwig-Haus
Das Karl-Ludwig-Haus (auch Carl-Ludwig-Haus) ist eine Schutzhütte der Kategorie I des Österreichischen Touristenklubs (ÖTK) und befindet sich am Hochplateau der Rax auf 1804 m ü. A. im Bundesland Steiermark, etwa 1 km westlich der Grenze zu Niederösterreich. Es ist ein wichtiger Stützpunkt für Weitwanderer auf dem Nordalpenweg.
In der Wintersaison 2022/23 war das Haus geschlossen, über den Sommer bis Anfang Oktober 2023 war das Haus noch immer geschlossen. Es wurden neue Pächter gesucht. Im Juni 2024 wurde bekannt, dass ein neuer Pächter gefunden wurde. Seit Juli 2024 ist das Karl-Ludwig-Haus wieder geöffnet.

## Lage
Das Karl-Ludwig-Haus liegt rund 1,1 km östlich der Heukuppe (2007 m ü. A.), der höchsten Erhebung der Rax, bzw. etwa 1,9 km nordwestlich des Preiner Gscheids.

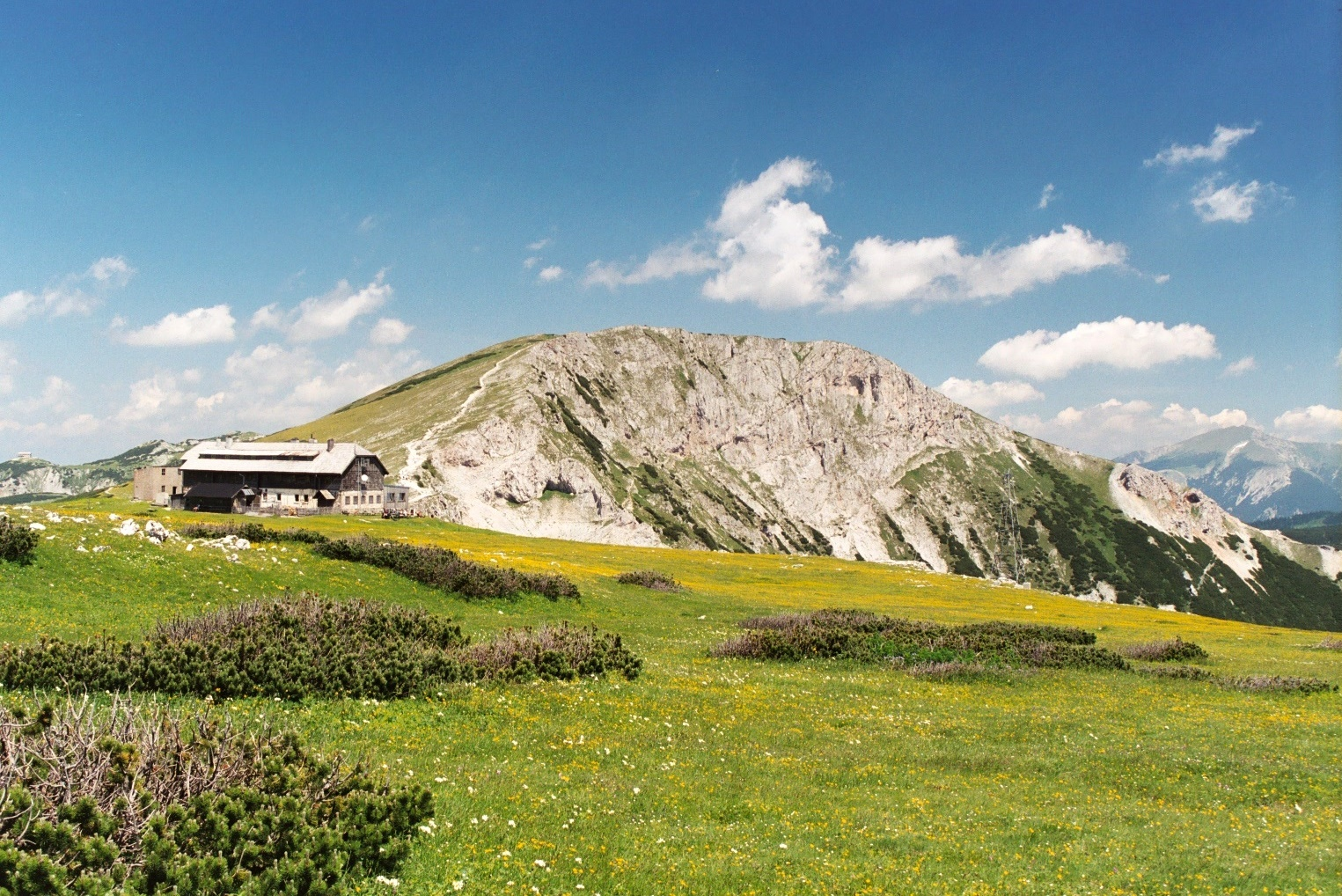
Karl-Ludwig-Haus, dahinter der Predigtstuhl (1902 m), rechts hinten der Schneeberg (2076 m), links hinten das Habsburghaus
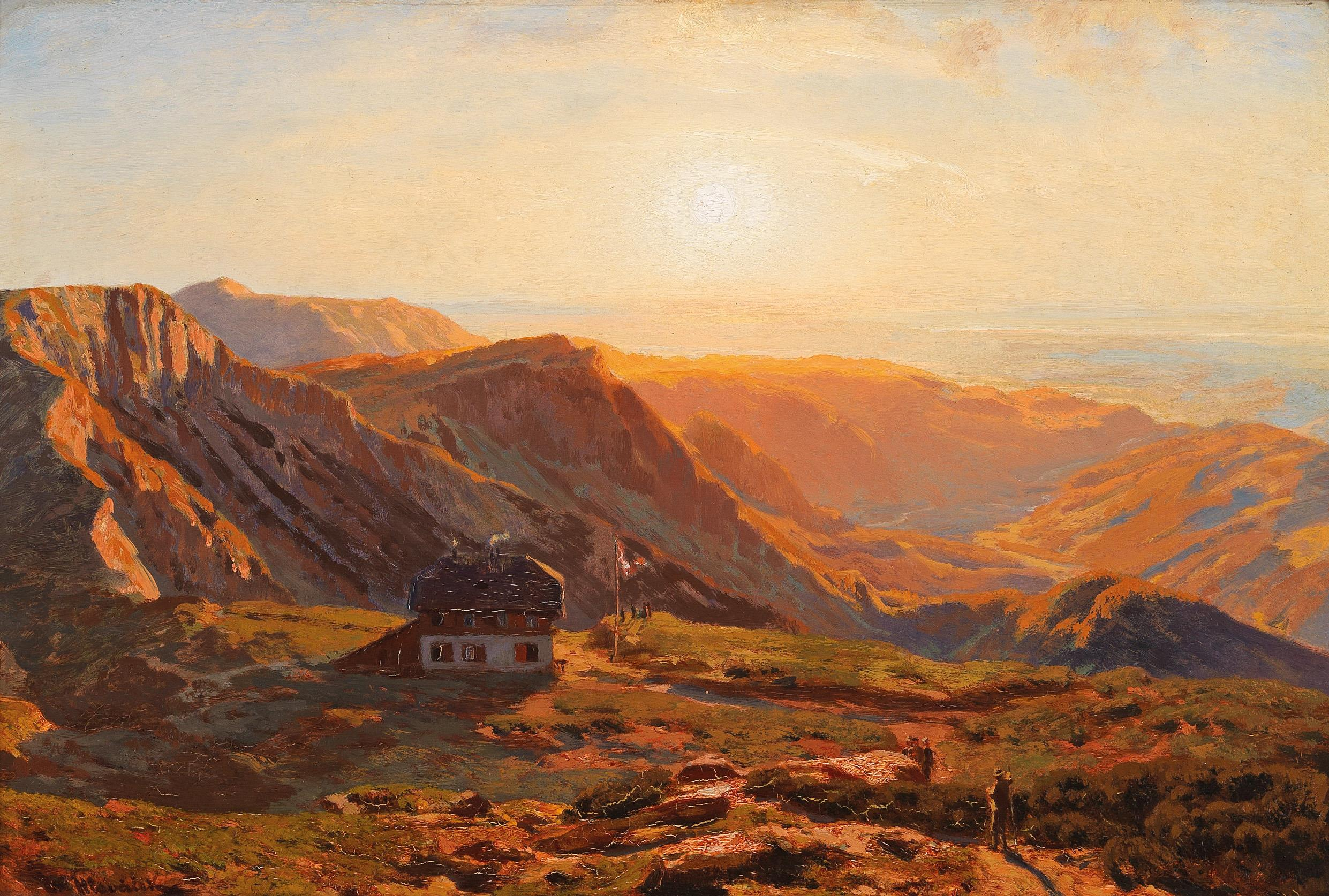
Anton Hlavaček: Blick auf das Karl-Ludwig-Haus auf der Rax, 1876
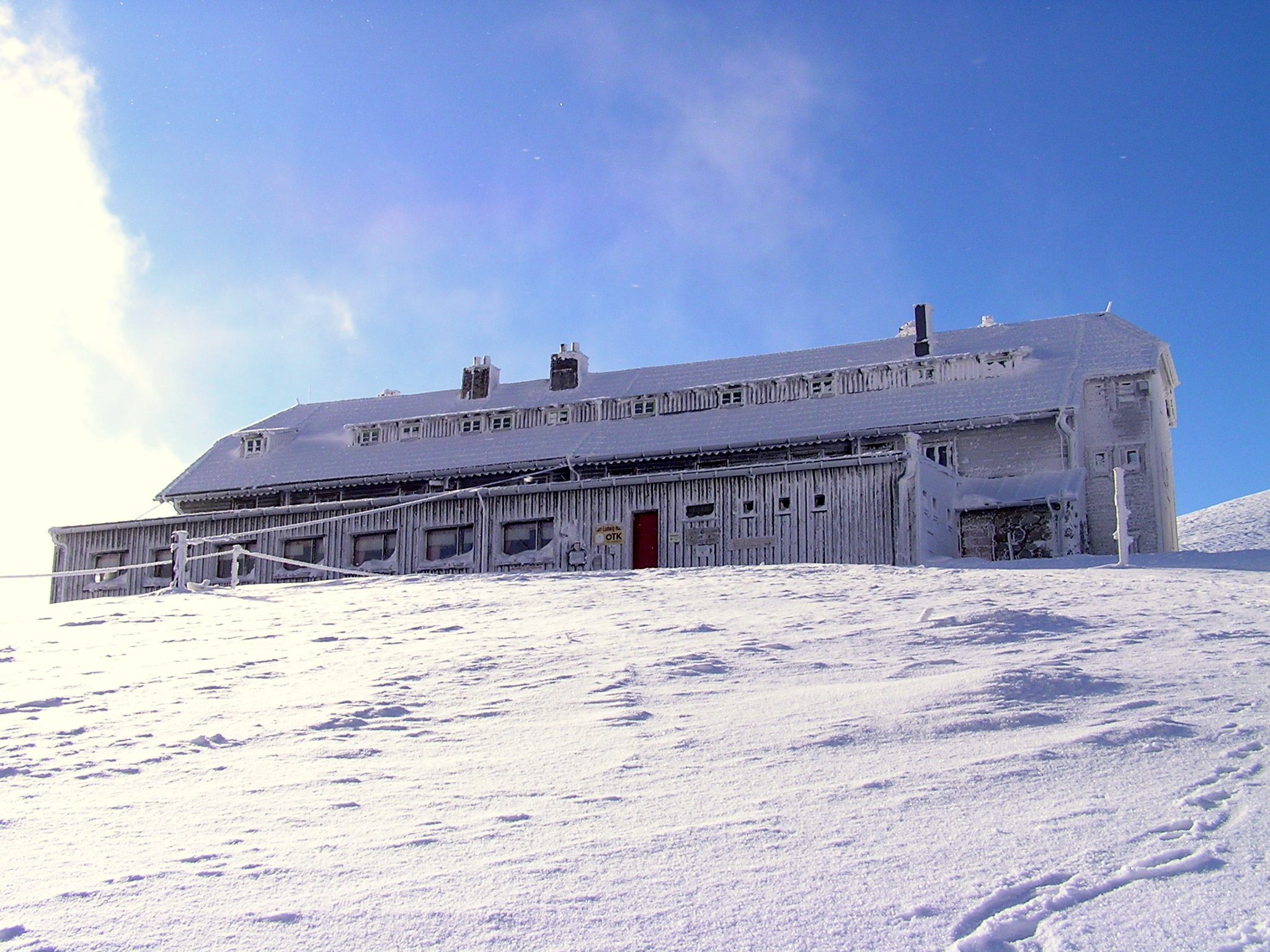
Karl-Ludwig-Haus im Winter (2009)
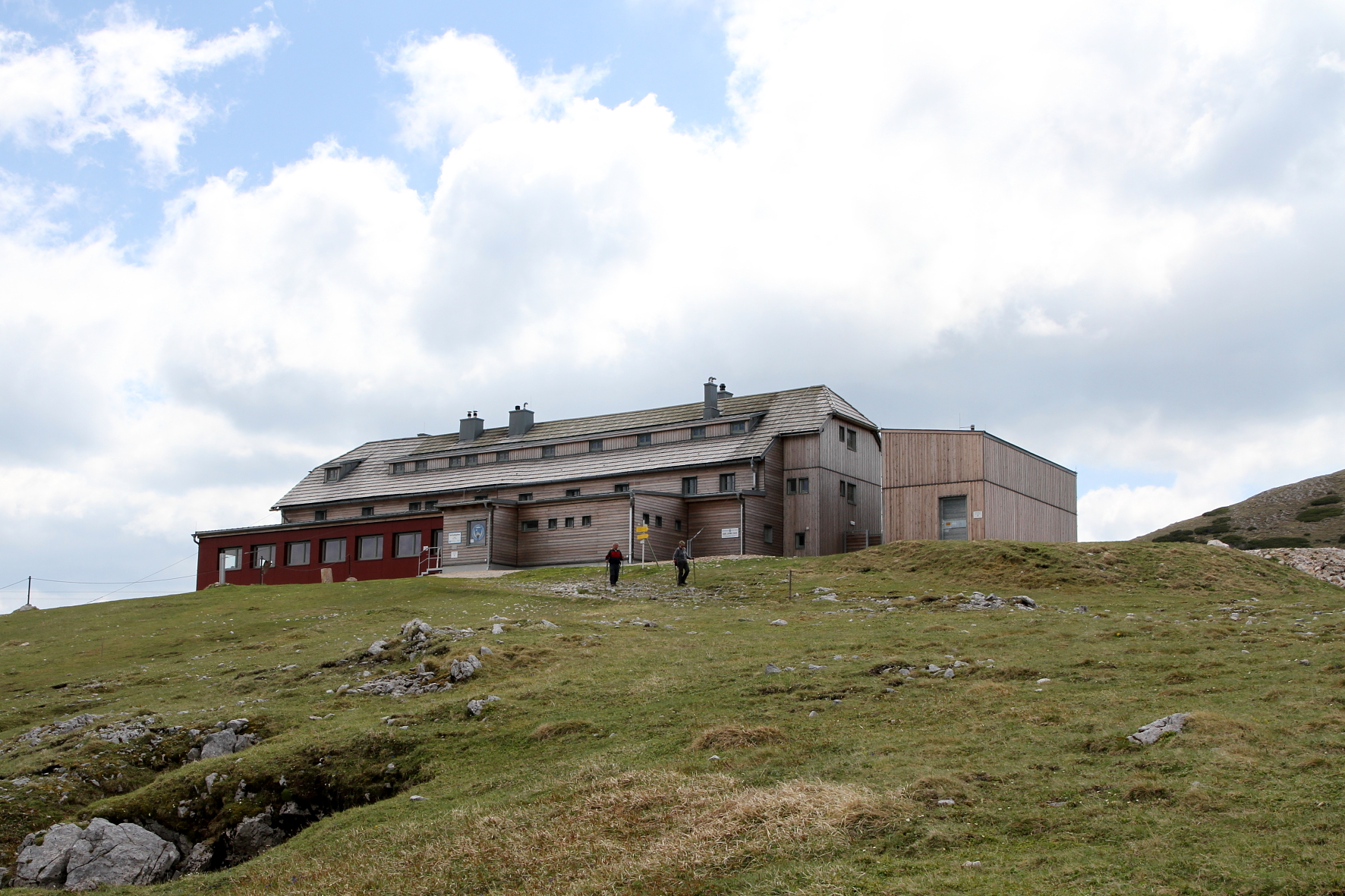
Nordansicht des Karl-Ludwig-Haus (2012)

## Geschichte
Die erste Hütte wurde in den Jahren 1876–77 erbaut. Erzherzog Karl Ludwig von Österreich (1833–1896) persönlich legte am 10. September 1876 den Grundstein und erteilte Ende Oktober des Jahres dem ÖTK die Erlaubnis, das (noch vor seiner Vollendung stehende) Schutzhaus Karl-Ludwig-Haus zu benennen. Am Sonntag, dem 16. September 1877, wurde im Beisein der beiden ältesten Söhne des Namensgebers, Franz Ferdinand (ab 1896 Thronfolger) sowie Otto, der Schlussstein gelegt, das Haus eingeweiht und danach feierlich eröffnet.
1878 präsentierte auf der Pariser Weltausstellung der ÖTK in einem seiner Alpen-Panoramen das Karl-Ludwig-Haus.
2010 bis 2011 erfolgten Renovierung und Modernisierung der Hütte. Die erneuerte Hütte wurde bis 2022 als zertifizierter BIO-Betrieb geführt.

## Aufstiege
- Preiner Gscheid – Siebenbrunnenkessel – Schlangenweg – Karl-Ludwig-Haus, Gehzeit ca. 2 Stunden.
- Preiner Gscheid – Siebenbrunnenkessel – Karl Kantner-Steig – Karl-Ludwig-Haus, Gehzeit ca. 2 Stunden.
- Preiner Gscheid – Reißtaler Steig – diverse Steige durch die Raxenmäuer (Raxenmäuersteig, Martinsteig, Gretchensteig) – Karl-Ludwig-Haus, Gehzeit je nach Anstieg ca. 2 bis 2½ Stunden.

## Übergänge zu anderen Hütten
- Waxriegelhaus
- Habsburghaus
- Neue Seehütte
- Gloggnitzer Hütte
- Otto-Schutzhaus
- Schneealpenhaus